# 耳鳴り
耳鳴り（みみなり、英: Tinnitus）とは、実際には音がしていないのにも拘らず、何かが聞こえるように感じる現象。

## 耳鳴とは
一般に耳鳴りは、難聴とともに出現することが多いとされている。このありふれた病態は、軽い不快感から、不眠、ときに鬱状態など、大小のストレスを引き起こしうる。耳鳴は本人にしか聞こえない自覚的耳鳴と、外部から聴取可能な他覚的耳鳴に分類される。急に生じた耳鳴りが急性感音難聴の唯一の自覚症状であることもあり、早めに一度は耳鼻咽喉科を受診するべきであると考えられる。また、頻度は少ないものの、脈拍と同調する耳鳴の一部に、腫瘍や血管病変に起因するものがあり、注意が必要である。

## 耳鳴の原因

### 内耳が原因
蝸牛性耳鳴には、次の原因が考えられている。
- 蝸牛有毛細胞の異常運動
- 伝達機構の障害
- 信号変換機構の障害

### 脳が原因
近年の研究で、脳のいわば誤動作で耳鳴が認識される、という説も有力視されている。
以下のような機序によると考えられている。
加齢などで聴覚細胞がダメージを受けその音高の信号を出さなくなる→脳はその音高の信号が来ないため感度を上げる→それでも信号は来ないので一層感度を上げる→信号のハウリングのような現象が起き、すなわちこれが耳鳴りのように認識される、というものである。
こちらが原因の場合は、ステロイドの投与などは無意味で、後述のような脳をリラックスさせる薬が効果がある。
また、こちらが原因の場合、補聴器を使用し、認識しにくい音高の部分を増幅してやれば、内耳で聞こえるようになり、脳もむやみに感度をあげることはなくなり、耳鳴も消失する、という例が報告されている。

## 耳鳴の分類

### 自覚的耳鳴
自覚的耳鳴は、本人にしか聞こえることのない耳鳴である。
耳鳴りはベンゾジアゼピン離脱症候群の1つとして、ベンゾジアゼピン系の治療投薬の中断により発生する可能性がある。それはまれに遷延性離脱症候群として何ヶ月も続く。

#### 病的な耳鳴り
難聴とともに出現することが多く、外有毛細胞の障害がその原因であると想定されているが、明確な原因は不明である。病院を訪れた耳鳴患者は80-90%程度の割合で何らかの難聴を伴うと報告されている。よって、耳鳴の自覚がある場合、早期に、一度は、耳鼻科一般外来を受診し、鼓膜の診察と聴力検査を受けるべきである。難聴の自覚が無くとも軽度の急性感音難聴が背後に存在する場合もあり、このような場合にはステロイド全身投与などの治療を早期に受けるべきである。慢性の耳鳴は、しばしば強烈なストレスを伴うが、脳腫瘍などから来ているものの場合を除き、生命予後に関わる疾患の一症状であることはあまり無い。しかし、そのストレスは時に絶大になりうることが知られている。

#### 生理的耳鳴り
完全な無音状態で、「シーン」または「キーン」といった耳鳴りが聞こえることがあるが、健常な反応であり、病気ではない。

### 他覚的耳鳴
他覚的耳鳴とは、病変部から実際に音波が発せられ、本人以外にも客観的に聴取が可能な耳鳴である。その正体としては、大小の筋肉の痙攣や、血管病変の拍動などが知られている。このなかで、血管病変が耳鳴の原因である場合には、時に致命的になることがある。心拍に同調した拍動性耳鳴の訴えがある場合には、脳神経外科や耳鼻咽喉科を早期に受診するべきである。

## 治療
耳鳴りの原因が特定されたなら、原因の治療が耳鳴りの症状の改善につながる可能性がある。 そうでなければ一次治療の方法は心理療法 、音響療法、もしくは補聴器の使用になる。耳鳴りそのものの有効な治療薬は存在しない。

### 心理学的治療法
認知行動療法 (CBT)は、耳鳴りの治療法として最も支持されており、患者のストレスを低減する。この効果は、うつや不安に対する効果とはかかわりがないと考えられている。 アクセプタンス&コミットメント・セラピー (ACT) も、治療方法として有望である他、リラクゼーション法も役立つ可能性がある。また、Progressive Tinnitus Managementという治療法も、アメリカ合衆国退役軍人省が開発を行っている。

### 音を利用した治療法
補聴器の使用やマスカー療法などによる音響療法は、脳が特定の周波数の耳鳴りを無視することを助けるかもしれない。これらのエビデンスは非常に弱いが、副作用は全くない。耳鳴りに対する音響療法には、聴力の喪失を補うため音を調整する器具の使用や、 signal spectrum notching(和訳不明)という耳鳴りの周波数に近いエネルギーを消滅させる方法など複数の方法がある。 耳鳴りに関連した神経活動の軽減を目的とする耳鳴り順応療法は、初期の研究のエビデンスによって支持されている。 耳鳴りにかぶせる音や、音響療法、リラクゼーション法を含むアプリを利用した治療法も開発されており、、補聴器を操作できるものも存在する。
Neuromonicsという音を利用した治療法も存在する。この治療法は系統的脱感作法の原則に基づいており、12ヵ月続く構造化されたリハビリテーションプログラムを含む。この治療法において、患者が着用した治療器具を通じて音を流し、患者の耳鳴りの知覚と関連する特定の周波数を聞こえなくすることが目的とされるが、2012年の研究では他の暴露療法と効果は大して変わらないと結論付けられている 。

### 投薬
2018年現在では明らかな原因が特定できない耳鳴りに有効な治療薬は存在しない。抗うつ薬やアカンプロサート の有効性に関しても十分なエビデンスが存在せず、ベンゾジアゼピンの効果に関しては、研究によって結論が分かれている。メラトニン（2015年時点や抗てんかん薬の有効性は不明である。中耳へのステロイドの注射もおそらく有効でない他、べタヒスチンの有効性を示すエビデンスも存在しない。少数の国で耳鳴り治療に使用されるカロべリンの使用を支持するエビデンスは非常に弱い。
軟口蓋振戦（Palatal tremor）を原因とするまれな客観的耳鳴りの事例の一部では、ボツリヌストキシンの注射が有効であった。

### ニューロモデュレーション
2020年の臨床試験についての情報は、バイモーダル・ニューロモデュレーションが耳鳴りの症状を軽減する可能性を示唆している。これは音を聞かせつつ舌に電気的刺激を与えるという非侵襲的な治療法である。
2023年3月には、アメリカ食品医薬品局 (FDA)がこの耳鳴りに対する療法に使われるニューロモッド社の治療器具Lenireを承認した。2024年7月には、アメリカ合衆国退役軍人省 が同社と契約を結び耳鳴りに悩む退役軍人に治療を行うことを発表し、LenireはFederal Supply Schedule (FSS)契約（合衆国政府と民間企業が結ぶ、長期間かつ大規模な契約のこと）がなされる初のバイモーダル・ニューロモデュレーション用の医療器具となった。
経頭蓋磁気刺激法やtranscranial direct current stimulation、ニューロフィードバックといった治療法を支持するエビデンスは多少だが存在する。

### 代替医療
イチョウは効果がないと思われる。アメリカ耳鼻咽喉科学会は耳鳴り症状の改善のためにメラトニンや亜鉛のサプリをとることを推奨しておらず、 またさまざまなダイエットサプリ(lipoflavonoid（和訳不明）、ガーリック、中国医学や韓医学の処方薬、ミツバチの幼虫、ビタミン剤やミネラルサプリ、ホメオパシーのレメディーなど)が耳鳴りに効果があるとするエビデンスはないと報告している。 2016年のコクランレビューでは、亜鉛のサプリの耳鳴り症状軽減のエビデンスは十分でないと結論付けられた。